# Joan García
Joan García Pons (Sallent, 4 mei 2001) is een Spaanse voetballer die als doelman uitkomt voor FC Barcelona.

## Clubcarrière

### Jeugd
García werd geboren in Sallent, een gemeente in Catalonië. Hij speelde in zijn jeugd als veldspeler, maar door de invloed van zijn oudere broer werd hij uiteindelijk doelman. Vervolgens kwam hij uit voor Manresa en Damm, voordat hij zich in 2016 op vijftienjarige leeftijd de overstap maakte naar de jeugdopleiding van Espanyol.

### RCD Espanyol
García maakte zijn debuut in het seniorenvoetbal met het reserveteam op 28 september 2019, als basisspeler in een uitwedstrijd tegen Valencia Mestalla in de Segunda División B, die eindigde in een 1–1 gelijkspel. Op 11 februari 2020 verlengde hij zijn contract bij Espanyol tot medio 2025.
Op 1 december 2021 maakte García zijn debuut in het eerste elftal in een 3–2 uitoverwinning op SD Solares-Medio Cudeyo in de Copa del Rey. Zijn debuut in de La Liga volgde op 10 januari 2022, als basisspeler in een 1–2 thuisnederlaag tegen Elche CF.
Na het vertrek van doelman Oier Olazábal op 29 juni 2022, kreeg García het rugnummer 1 toegewezen voor het seizoen 2022–23, nadat hij eerder met nummer 34 speelde. Gedurende het seizoen fungeerde García als reservedoelman in La Liga en speelde hij drie wedstrijden in de Copa del Rey.
Op 4 juni 2023, de laatste speeldag van de competitie, stond García in de basis tijdens een 3–3 gelijkspel thuis tegen UD Almería, hoewel Espanyol al gedegradeerd was naar de Segunda División vóór de wedstrijd. Hij sloot het seizoen af met vier optredens en één clean sheet.
Op 16 november 2023 kondigde Espanyol aan dat de club en García een overeenkomst hadden bereikt om zijn contract te verlengen tot 30 juni 2028. In maart 2024 werd García de eerste keuze als doelman voor de Pericos in de Segunda División. Hij beëindigde het seizoen 2023–24 met 21 optredens en 12 clean sheets en hielp Espanyol om via de play-offs terug te promoveren naar La Liga.
Na het winnen van de Speler van de Maand-prijs van de club in drie opeenvolgende maanden van maart tot mei 2024, bleef García basisspeler tijdens het seizoen 2024/25 in La Liga. Op 28 augustus 2024 hield hij zijn eerste clean sheet in Primera División dankzij zeven reddingen in een 0–0 gelijkspel op bezoek bij Atlético Madrid.
Drie dagen later hielp hij Espanyol aan de eerste zege van het seizoen, een 2–1 thuisoverwinning op Rayo Vallecano.
Op 21 september 2025 maakte García tien reddingen, maar moest vier tegendoelpunten incasseren in een 4–1 nederlaag tegen Real Madrid in het Estadio Santiago Bernabéu. Op 29 september 2025 redde hij opnieuw tien schoten, inclusief een strafschop, maar Espanyol verloor opnieuw, ditmaal met 3–1 bij Real Betis.
De rest van het seizoen maakte García een sterke indruk en was hij vaak bepalend. Espanyol eindigde mede dankzij hem op de veertiende plaats. De prestaties van García trokken de aandacht van meerdere topclubs in Europa, met name uit de Premier League maar ook stadsgenoot en rivaal FC Barcelona. 

### FC Barcelona
In de periode van eind mei tot begin juni 2025 namen de speculaties rondom een mogelijke transfer van García aanzienlijk toe. Met name clubs uit de Premier League toonden serieuze belangstelling voor de doelman. Volgens meerdere bronnen stond RCD Espanyol open voor onderhandelingen met geïnteresseerde clubs, ongeacht de contractueel vastgelegde afkoopclausule van 25 miljoen euro met uitzondering van rivaal FC Barcelona, dat op de achtergrond eveneens zijn belangstelling kenbaar had gemaakt.
In de eerste week van juni bereikte Barça een persoonlijk akkoord met García over een contract tot medio 2031. Op 13 juni 2025 activeerde de club vervolgens de afkoopclausule via La Liga. Door indexering op basis van de consumentenprijsindex (CPI) was het oorspronkelijke bedrag opgelopen tot circa 26 à 27 miljoen euro. Conform de Spaanse regelgeving werd dit bedrag door García zelf aan La Liga overgemaakt, waarna de organisatie het overmaakte naar RCD Espanyol.
Op 18 juni 2025 nam García rond het middaguur afscheid van Espanyol via een bericht op Instagram. Kort daarna bevestigde de club uit El Prat officieel dat de clausule was voldaan. Rond 14:00 uur maakte FC Barcelona de komst van de doelman bekend; hij tekende een contract tot medio 2031. Op 20 juni 2025 werd hij gepresenteerd bij de club.
De transfer werd beschouwd als een opvallende en beladen overstap. García werd de 31e speler die de stap maakte van RCD Espanyol naar FC Barcelona. Daarmee verruilde hij het Estadi de Cornellà-El Prat voor het Camp Nou en stak hij, zowel letterlijk als figuurlijk, de Avinguda Diagonal over. Een overgang met historische lading binnen het Catalaanse voetbal. 
Op 16 augustus 2025 maakte García zijn basisdebuut voor de club in de eerste competitiewedstrijd van het seizoen, een uitduel tegen RCD Mallorca in de Primera División, die met 3–0 werd gewonnen. García hield daarbij de nul.

## Clubstatistieken
| Seizoen     | Club           | Competitie         | Competitie | Competitie | Beker | Beker | Internationaal | Internationaal | Totaal | Totaal |
| Seizoen     | Club           | Competitie         | Wed.       | Dlp.       | Wed.  | Dlp.  | Wed.           | Dlp.           | Wed.   | Dlp.   |
| ----------- | -------------- | ------------------ | ---------- | ---------- | ----- | ----- | -------------- | -------------- | ------ | ------ |
| 2019/20     | RCD Espanyol B | Segunda División B | 2          | 0          | —     | —     | —              | —              | 2      | 0      |
| 2020/21     | RCD Espanyol B | Segunda División B | 15         | 0          | —     | —     | —              | —              | 15     | 0      |
| Club Totaal | Club Totaal    | Club Totaal        | 17         | 0          | 0     | 0     | 0              | 0              | 17     | 0      |
| 2021/22     | RCD Espanyol   | Primera División   | 2          | 0          | 2     | 0     | —              | —              | 4      | 0      |
| 2022/23     | RCD Espanyol   | Primera División   | 1          | 0          | 3     | 0     | —              | —              | 4      | 0      |
| 2023/24     | RCD Espanyol   | Segunda División   | 14         | 0          | 3     | 0     | 4              | 0              | 21     | 0      |
| 2024/25     | RCD Espanyol   | Primera División   | 38         | 0          | 0     | 0     | —              | —              | 38     | 0      |
| Club Totaal | Club Totaal    | Club Totaal        | 55         | 0          | 8     | 0     | 4              | 0              | 67     | 0      |
| 2025/26     | FC Barcelona   | Primera División   | 0          | 0          | 0     | 0     | 0              | 0              | 0      | 0      |
| Totaal      | Totaal         | Totaal             | 72         | 0          | 8     | 0     | 4              | 0              | 84     | 0      |

Bijgewerkt t/m 18 juni 2025.

## Interlandcarrière
García kwam uit voor Spanje –17, –18, –19 en –21. In juli 2024 werd hij opgenomen in de selectie voor de Olympische Zomerspelen 2024. Met Spanje won hij de gouden medaille in het olympisch voetbaltoernooi voor mannen. Op 28 mei 2025 maakte hij zijn debuut voor het Catalaans elftal in een vriendschappelijke wedstrijd tegen Costa Rica. Deze werd met 2–0 gewonnen in het Estadi Johan Cruyff.